# Kos (ville)
Kos (en grec : Κως) est la plus grande ville de l'île de Kos, en Grèce et le siège du district régional du même nom. Elle est située à l'extrémité orientale de l'île, au fond de la baie de Kos.
Selon le recensement de 2011, la population de Kos compte 19 432 habitants.

## Géographie
La localité est la deuxième plus grande ville de la région de la mer Égée du Sud après Rhodes et un important centre commercial, économique et touristique.

## Histoire
L'emplacement de la ville de Kos est habité sans interruption depuis le 3e millénaire avant J.-C. La ville a été fondée à son emplacement actuel en 366 avant J.-C. et est essentiellement une extension de l'implantation précédente. La cité a connu sa plus grande prospérité à l'époque hellénistique et romaine. Membre de l'Hexapole dorienne, elle est renommée pour sa soie, son vin, mais également comme un centre culturel important de la dynastie lagide. 
Kos a été reconstruite avec un plan d'urbanisme moderne et de larges rues pavées après le séisme de 1933 (en), qui a presque entièrement détruit la ville, à l'exception de la partie située près du port. Les sites importants de la ville sont les ruines de la cité antique (de), le château médiéval, le platane d'Hippocrate et l'Asclépiéion (de), à quatre kilomètres au sud-ouest de la ville. 